# گیلانشاه هادسون
گیلانشاه هادسون (نام علمی: Limosa haemastica) نام یک گونه از سرده گیلانشاه‌های نوک‌راست است. یک نام سدهٔ هجدهمی برای این پرنده «خداباور قرمزپوست» بوده‌است.